# Turbo Limach Show
Turbo Limach Show bio je zabavno-natjecateljska hrvatska televizijska igra za djecu, prikazivana na HTV-u u razdoblju 1992. – 2003. U 264 emisije sudjelovalo je gotovo 20 000 djece. Pokrovitelj showa bilo je Ministarstvo prosvjete i sporta, koje je "Turbo školama", pobjednicama serijala, opremalo informatičke učionice. Emisiju su gledali u Sloveniji i BiH, pa su i njihove ekipe sudjelovale u serijalu (Škofja Loka, Sarajevo, Široki Brijeg). Autor i voditelj emisije bio je Siniša Cmrk.
Svake sezone uvođene su nove igre prema zamisli Siniše Cmrka.
U Turbo Limach Showu nastupili su kao djeca i neke kasnije poznate osobe kao što su: Ivana Kindl, Nina Kraljić, Dalibor Petko, Lidija Bačić, Saša Lozar i Renata Sabljak.